# De Alva S. Alexander

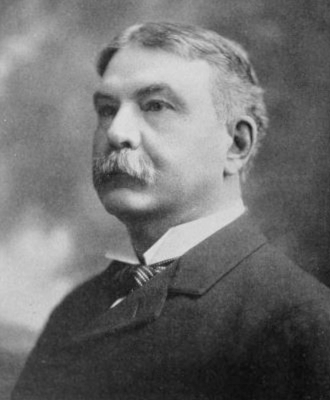
De Alva S. Alexander

De Alva Stanwood Alexander (* 17. Juli 1846 in Richmond, Sagadahoc County, Maine; † 30. Januar 1925 in Buffalo, New York) war ein US-amerikanischer Jurist und Politiker. Zwischen 1897 und 1911 vertrat er den Bundesstaat New York im US-Repräsentantenhaus.

## Werdegang
De Alva Alexander besuchte die öffentlichen Schulen seiner Heimat. Im Jahr 1859 zog er mit seiner Mutter nach Ohio. In den Jahren 1862 bis 1865 nahm er trotz seiner Jugend als Soldat einer Freiwilligen Infanterieeinheit aus Ohio am Bürgerkrieg teil. Nach dem Krieg setzte er seine Ausbildung zunächst am Edward Little Institute in Auburn fort. 1870 absolvierte er das Bowdoin College in Brunswick. Später war er für viele Jahre Mitglied des Aufsichtsrats über diese Bildungsanstalt. Noch im selben Jahr zog er nach Fort Wayne in Indiana, wo er zwischen 1871 und 1874 Miteigentümer und Mitherausgeber der Zeitung Daily Gazette war. Politisch schloss er sich der Republikanischen Partei an. Im Juni 1872 nahm er als Delegierter an der Republican National Convention in Philadelphia teil, auf der Präsident Ulysses S. Grant zur Wiederwahl nominiert wurde.
Seit 1874 lebte Alexander in Indianapolis, wo er als Zeitungskorrespondent arbeitete. Von 1874 bis 1878 war er als Parteisekretär Mitglied im Staatsvorstand der Republikaner für Indiana. Nach einem Jurastudium und seiner 1877 erfolgten Zulassung als Rechtsanwalt begann er in Indianapolis in diesem Beruf zu arbeiten. Zwischen 1881 und 1885 war er Revisor des US-Finanzministeriums (Auditor of the Treasury Department). Außerdem wurde er für eine Amtszeit regionaler Kommandeur der Veteranenvereinigung Grand Army of the Republic für den Potomac-Bezirk. Im Jahr 1885 zog er nach Buffalo. Zwischen 1889 und 1893 war er als Nachfolger von Daniel N. Lockwood Bundesstaatsanwalt für den nördlichen Teil des Staates New York.
Bei den Kongresswahlen des Jahres 1896 wurde Alexander im 33. Wahlbezirk von New York in das US-Repräsentantenhaus in Washington, D.C. gewählt, wo er am 4. März 1897 die Nachfolge von Charles Daniels antrat. Nach sechs Wiederwahlen konnte er bis zum 3. März 1911 sieben Legislaturperioden im Kongress absolvieren. In diese Zeit fiel der Spanisch-Amerikanische Krieg von 1898. Seit 1903 vertrat er den damals neu eingerichteten 36. Distrikt seines Staates im Kongress. Von 1909 bis 1911 war er Vorsitzender des Committee on Rivers and Harbors.
Im Jahr 1910 wurde Alexander nicht wiedergewählt. Nach dem Ende seiner Zeit im US-Repräsentantenhaus praktizierte er wieder als Anwalt. Außerdem arbeitete er an historischen Abhandlungen über den Staat New York. Er starb am 30. Januar 1925 in Buffalo, wo er auch beigesetzt wurde.